# Friedrich Czermak
Friedrich Czermak (* 30. Mai 1890 in Witkowitz; † 2. März 1960 in Bad Aussee) war ein österreichischer Geologe.
Czermak promovierte 1922 an der Universität Graz zum Dr. phil. Von 1931 bis 1933 war er am Geologisch-Paläontologischen Institut der Universität Innsbruck Assistent. Überwiegend arbeitete Czermak als freiberuflicher Geologe in Graz.

## Veröffentlichungen (Auswahl)
- Aufnahmsbericht von Dr. F. Czermak über die Aufnahme im Kristallin auf Blatt Köflach - Voitsberg (5154). In: Verhandlungen der Geologischen Bundesanstalt. 1927, S. 44–47 (zobodat.at [PDF; 375 kB]).
- Aufnahmsbericht von Dr. F. Czermak (Graz) über den kristallinen Anteil des Blattes "Köflach - Voitsberg" (5154). In: Verhandlungen der Geologischen Bundesanstalt. 1928, S. 44 (zobodat.at [PDF; 232 kB]).
- Einige Bemerkungen zur Frage der "Tiefenstufen" bei der Gesteinsumprägung. In: Verhandlungen der Geologischen Bundesanstalt. 1928, S. 244–245 (zobodat.at [PDF; 280 kB]).
- Zur Kenntnis der ersten Fossilfunde vom steirischen Erzberge, nebst einigen neuen Beobachtungen über petrographische Verhältnisse und Fossilführung des Sauberger Kalkes. In: Jahrbuch der Kaiserlich-Königlichen Geologischen Reichsanstalt 81. 1931, S. 97–109 (zobodat.at [PDF; 705 kB]).
- Aufnahmsbericht von Dr. Fritz Czermak über den kristallinen Anteil des Blattes Köflach - Voitsberg (5154). In: Verhandlungen der Geologischen Bundesanstalt. 1931, S. 41–45 (zobodat.at [PDF; 419 kB]).
- Ein bemerkenswerter Erzfund bei Wattens im Unterinntal. In: Veröffentlichungen des Tiroler Landesmuseums Ferdinandeum. 11. Jahrgang, 1931, S. 157–166 (zobodat.at [PDF; 2,5 MB]).
- Aufnahmsbericht von Dr. Friedrich Czermak über den kristallinen Anteil des Blattes Köflach - Voitsberg (5154). In: Verhandlungen der Geologischen Bundesanstalt. 1932, S. 37–40 (zobodat.at [PDF; 375 kB]).
- Zur Kenntnis der Störungszone von Lobming bei Knittelfeld. In: Verhandlungen der Geologischen Bundesanstalt. 1932, S. 97–103 (zobodat.at [PDF; 470 kB]).
- Das "K.k. Bancal Eisenbergwerk in Schneberg, nächst St. Leonharrd im Lavanttal" (Ein verschollener Unterkärntner Eisensteinbergbau). In: Carinthia II. 144./64. Jahrgang, Klagenfurt 1954, S. 41–48 (zobodat.at [PDF; 810 kB]).